# Газотранспортна мережа району Маракайбо
Газотранспортна мережа району Маракайбо — система трубопроводів, створена на північному заході Венесуели навколо озера Маракайбо.
Венесуела традиційно є одним із лідерів за запасами нафти, при цьому перше родовище в районі Маракайбо (штат Сулія) знайшли аж у 1914 році. Разом з нафтою видобувається велика кількість попутного газу, завдяки якому країна займає перше місце в Південній Америці та одну з провідних позицій у світі за запасами блакитного палива. Як наслідок, в регіоні Маракайбо утворилась газотранспортна система, що станом на кінець 1990-х зв'язувала виробників блакитного палива — газопереробні заводи в Lama, Lamarliquido, Tia Juana та El Tablazo, які провадять вилучення зріджених вуглеводневих газів (ЗВГ), а також заводи з фракціонування ЗВГ у Bajo Grande, Uie та El Tablazo — із споживачами, основними серед яких були:
- нафтопереробні заводи Paraguana (Amuay і Cardon);
- нафтохімічний комплекс El Tablazo[1];
- сучасні газові електростанції комбінованого циклу Termozulia I, Termozulia II, Termozulia III,  Bachaquero[2];
- завод з виробництва добрив Ana María Campos;
- комунальні та промислові споживачі у місті Маракайбо та ряді інших населених пунктів на східному узбережжі озера.

Найбільшим газопроводом у системі є Ule — Amuay довжиною 237 км та діаметром 400 мм.
На початку 21 століття внаслідок вичерпання місцевих нафтових родовищ в регіоні почала відчуватись нестача газу, що посилювалась внаслідок активного будівництва згаданих вище теплоелектростанцій. Для її подолання у 2005 році проклали газопровід від розташованих на схід по узбережжю старих нафтових родовищ штату Фалькон — La Vela та Cumarebo, на яких організували розробку газових покладів. Планувалось, що це стане лише першим кроком у з'єднанні з газотранспортним коридором Анако — Морон, що виводить до основних запасів попутного газу в басейні Оріноко на сході країни.
Проте реалізація проекту суттєво затягнулась. Для покриття дефіциту в 2007 році організували імпорт блакитного палива через тільки но споруджений Транскарибський газопровід, що подавав газ колумбійського офшорного родовища Чучупа. В найближчому майбутньому планувалось його переведення у реверсний режим для поставок венесуельського газу до Колумбії та країн Центральної Америки. Втім, інтеграція мереж району Маракайбо та східного регіону затягнулась. А в 2014 році через посуху, що знизила виробництво на гідроелектростанціях, призупинила експорт газу Колумбія. Це спричинило гостру енергетичну кризу на північному заході Венесуели, проте вже у 2015 році сюди почав надходити газ з гігантського офшорного родовища Перла. Це дозволяє відновити роботу ТЕС і виробництво добрив, а також дає підстави сподіватись на реалізацію планів поставок до Колумбії.